# Hilmi Leka
Hilmi Rakip Leka (ur. 19 maja 1912 w  Pogradecu, zm. 14 kwietnia 1945 w Tiranie) – albański prawnik i polityk, minister kultury (1943).

## Biogram
W latach 1931–1939 odbył studia filologiczne na uniwersytecie w Padwie, a następnie studiował prawo na Uniwersytecie Wiedeńskim. Powrócił do Albanii w 1939 i podjął służbę w siłach zbrojnych, działających pod nadzorem Włoch. Brał udział w wojnie włosko-greckiej, w czasie której został ranny w nogę. W latach 1941–1943 kierował czasopismem Tomorri, w tym czasie należał do władz Albańskiej Partii Faszystowskiej. W maju 1943 objął resort kultury w rządzie Eqrema Libohovy. Po przejęciu władzy przez komunistów aresztowany. 14 kwietnia 1945 Sąd Specjalny w Tiranie skazał Lekę na karę śmierci za współpracę z okupantem. Stracony w tym samym dniu przez rozstrzelanie
Był żonaty (żona Gjyslyme z d. Dervishi), miał troje dzieci (Elvira, Naxhi i Skënder). Rodzina Hilmi Leki po jego śmierci została zmuszona do opuszczenia Tirany, w 1956 do więzienia trafiła Gjyslyme, oskarżona o działalność szpiegowską.